# 大森拓郎
大森 拓郎（おおもり たくろう、1986年3月6日 - ）は、日本の俳優。大阪府出身。

## 人物
趣味は映画鑑賞、読書。特技はボウリング。好きなスポーツは野球。

## 出演

### テレビドラマ
- 探偵学園Q 第3話（2007年7月17日、日本テレビ） - コンビニ店員 役

### 映画
- タッチ（2005年9月10日、東宝） - 明星学園・石垣 役

### CM
- アパマンショップ
- ジブリ DVDスプリングキャンペーン
- 花王 メンズビオレ - サッカー部員 役
- 富士重工業 インプレッサ（2006年）
- NTT西日本（2007年）

### PV
- Mr.Children「ひびき」（2006年）